# ケリー・ブルー・テリア
ケリー・ブルー・テリア（英：Kerry Blue Terrier）は、アイルランドのケリー県原産のテリア犬種である。アイルランドの正式な国犬としても指定されている。

## 歴史
その生い立ちははっきりとは分かっていない。少なくとも18世紀ごろには犬種として存在し、アイリッシュ・テリアやロズベリー・テリアなどを掛け合わせて作り出されたと考えられている。後にロズベリー・テリアの子孫であるベドリントン・テリアの血も加えられた。
主にネズミやカワウソなどの小動物を地中で倒す地中猟犬として使われていたが、番犬や護畜犬としても働いた。猟犬としてはネズミやカワウソを地中の穴に誘導し、追い詰めて戦い、倒して主人のもとへ持って来る働きをした。番犬や護畜犬としては気を緩めず、不審者には激しく吠えて飛び掛って退散させる役割を担っていた。やや きつく勇猛果敢な性格は、このように作業犬として使われていた時代が長かったことを物語っている。
ショードッグとして原産国で初登場したのは19世紀のことで、美しいブルーのコートが人目を引き、たちまち人気の犬種となっていった。一時はアイルランドで最も人気の高い犬種の一つであったが、その隆盛は長くは続かなかった。気性の激しさ（いわゆるテリア・キャラクター）が特に強かったことなどが不評を買った他、第二次世界大戦が勃発したことによりその数は大幅に減少し、希少化してしまった。戦後は性格面を含めた改良が行われ、少しずつ人気を取り戻しつつある。アイルランドではごく普通の犬種だが、原産国外で飼育されているものはあまり多くない。日本でも少し珍しい犬種であるが、ほぼ毎年国内登録が行なわれている。2007年度の国内登録頭数順位は134位中101位であった。国内にブリーダーも存在し、およそ25万円程度の値段で販売も行なわれている。

## 特徴
全身をカールした羊毛状のコートが覆っている。毛色はその名の通りブルーに限定されるが、生まれたときの仔犬の毛色はブラックで、成長すると徐々にブルーになってゆく。このコートは特有のクリップによってトリミングが施され、口髭（若しくは口髭と眉毛）を長く残し、体全体を少し短めにカットする。瞳の色は琥珀色。耳は半垂れ耳、尾は先の曲がった垂れ尾。脚は長いが、地中でも地上でも害獣を駆除することが出来る、優れた狩猟能力を持つ。体高は雄46〜50cm、雌44〜48cmで、体重は雄15〜18kg、雌はそれよりもやや軽い中型犬。性格はクールでマイペース、短気で喧嘩っ早い。家族に対しては友好的で従順だが、それ以外の人には懐かず、しつけも頑固なため入りにくいが、状況判断力が優れている。警戒心が高いので番犬としても優秀である。テリア犬種であるため特有の気の荒さ、「テリア・キャラクター」を持つが、それと同時に好奇心が旺盛な性質も併せ持つ。このため、主人の知人であるならば、遊びを交えることによって交流を行なうことが出来る。運動量は普通で、かかりやすい病気は癌などがある。